# Fietisow Ariena
Fietisow Ariena (ros. Фетисов Арена) – hala widowiskowo-sportowa we Władywostoku, w Rosji.

## Historia
Została otwarta 27 września 2013 roku. Może pomieścić 5850 widzów. Swoje spotkania rozgrywają w niej hokeiści klubu Admirał Władywostok występującego w rozgrywkach KHL.
Halę oddano do użytku 27 września 2013 roku, a na otwarcie hokeiści Admirała Władywostok wygrali w meczu ligi KHL z CSKA Moskwa 4:2 (był to pierwszy domowy mecz ligowy powstałego kilka miesięcy wcześniej klubu Admirał Władywostok).
Obiekt powstał na planie nieco wydłużonego owalu. Wewnątrz budynek podzielony jest na dwie główne hale, meczową (z trybunami mogącymi pomieścić 5850 widzów) oraz treningową. Oprócz hokeja na lodzie obiekt może być wykorzystywany do rozgrywania zawodów w innych dyscyplinach sportu, m.in. w siatkówce czy koszykówce, jak również do przeprowadzania imprez pozasportowych, np. koncertów (w przypadku koncertów pojemność areny wynosi 10 500 widzów). Obiekt nazwany został imieniem Wiaczesława Fietisowa.